# Mogens Rosenløv
Mogens Rosenløv (4. september 1917 på Frederiksberg - 13. marts 2015) var en dansk officer.
Han var søn af oberst K.H. Rosenløv og hustru Bodil f. Jensen (navneændring til Vildenfelt), blev student fra Østre Borgerdydskole 1935 og premierløjtnant i fodfolket 1939. Efter Besættelsen blev han kaptajnløjtnant 1945, kaptajn 1948, oberstløjtnant 1956 og oberst i 1963.
Rosenløv var på generalstabskursus 1946-47, tjeneste i Generalstaben 1947-49, Command & General Staff College, Fort Leavenworth, Kansas 1949-50, tjeneste ved NATO-hovedkvarteret SHAPE, Paris 1951-53, i hærstaben 1955-59, bataljonschef ved Slesvigske Fodregiment 1959-60, NATO Defence College, Paris i 1961, chef for 1. Sjællandske Brigade 1963, forsvarsattaché ved den danske ambassade i Bonn 1963 og chef for Forsvarsakademiet fra 1966 til 1979, hvor han blev pensioneret. Rosenløv var lærer i strategi på Forsvarsakademiets generalstabskursus 1954-59 og 1961-63. 6. juli 1973 blev han Kommandør af Dannebrog. Han bærer også Forbundsrepublikken Tysklands Fortjenstorden og Hæderstegnet for god tjeneste ved Hæren.
Han har været redaktør af Militært Tidsskrift 1958-63 og var formand for Det Krigsvidenskabelige Selskab fra 1966 til 1975. Han blev tildelt selskabets Saint-Germain-medalje i sølv 1976.
Han blev gift 29. september 1946 med Bitten Fahrendorff (29. september 1921 – 2011), datter af guldsmed og urmager Valdemar Fahrendorff (død 1947) og hustru Margrethe f. Nielsen (død 1967).
I sit otium har Rosenløv dyrket slægtsforskning.